# Batting Order (Cricket)
Die Batting Order (auch batting line-up) im Cricket ist die Reihenfolge der Batter in einem Innings. Durch den hohen Spezialisierungsgrad der einzelnen Spieler sind die Positionen der elf Batter zumeist fest zugeordnet.

## Allgemein
Grundsätzlich legt der Kapitän die Reihenfolge der Batter fest. Diese wird nicht von vornherein festgelegt, es kann also nach jedem Ausscheiden eines Batter ein beliebiger Spieler, der sein Wicket in diesem Innings noch nicht verloren hat, als nächster Batter aufs Feld treten. Jedoch ist es üblich, dass in einem First-Class-Spiel, das aus zwei Innings besteht, die Spieler in beiden Innings jeweils die gleiche Position einnehmen. Auch haben zumeist Spieler ihre feste Position in der Batting-Reihenfolge. Wechsel zwischen den unterschiedlichen Kategorien von Battern sind jedoch selten.

## Positionen
Generell unterscheidet man im Cricket zwischen den folgenden Positionen in der Reihenfolge der Batter:
- 1. und 2. Position: Opening Batter (Eröffnungs-Batter)
- 3. – 5. Position: Top/Upper order Batter (Obere-Reihe-Batter)
- 6. – 8. Position: Middle order Batter (Mittlere-Reihe-Batter)
- 9. – 11. Position: Lower/Tail order Batter (Untere-Reihe-Batter)

Üblich ist es, dass diejenigen. die sich als Batter spezialisiert haben, in den niedrigeren Positionen platziert werden und die schwächeren Batter, zumeist die Bowler, am Ende. Bis auf die Eröffnungs-Batter ist es üblich, die Batter nach ihrer Schlagqualität zu ordnen, also die besseren Batter früher ins Spiel kommen zu lassen. Auch ist es üblich, einen Batter nach schlechten Leistungen in der Batting Order herabzustufen.

### Opening Batter
Die beiden Eröffnungs-Batter sehen sich zu Beginn des Innings mit einem neuen Ball, ausgeruhten Bowlern und  zumeist einem intakten Pitch konfrontiert. Die übliche Strategie der bowlenden Mannschaft, mit Fast Bowlern zu beginnen, erfordert daher gute defensive Fähigkeiten.

### Top/Upper order Batter
Die Aufgabe der Top-Order ist es, nach dem Ausscheiden der Opening-Batter eine große Runzahl zu erzielen. Hier finden sich häufig die besten Batter eines Teams.

### Middle order Batter
Die Batter der Middle-Order sind zumeist die besseren Bowler, All-rounder und Wicket-Keeper. Sie finden zumeist einen weicheren Pitch und oft auch Ball vor. Des Weiteren treffen sie entweder auf langsamere Bowler oder Bowler, die schon mehrere Over gebowlt haben. Ein Grund für die Wicket-Keeper, trotz besserer Batting-Qualitäten in diesen Positionen zu spielen, kann sein, dass sie sich nach dem eigenen Fielding-Innings erholen müssen.

### Lower/Tail order Batter
Als sogenannte Tailender werden üblicherweise die Bowler eingesetzt, die meist nur unzureichend als Batter agieren. Daraus folgt, dass eine übliche Strategie darin besteht, einen eventuell noch im Spiel befindlichen besseren Batter im Spiel zu halten. Dabei versucht der bessere Spieler durch Vermeidung von einzelnen Runs zu verhindern, dass der Tailender in die Schlagposition kommt. Mit einer ungeraden Anzahl von Runs in einem Over (beispielsweise durch einen einzelnen Run beim letzten Ball des Overs), kann diese Strategie dazu führen, dass der bessere Batter das neue Over als Batter beginnt. Im Idealfall sieht sich der Tailender in einer solchen Position nur wenigen gebowlten Bällen gegenüber.

## Abweichungen

### Night-watchman
Der Night-watchman wird in Situationen genutzt, wo bei wenigen verbliebenen Overn an einem Tag ein guter Batter ausgeschieden ist. Da der Kapitän nicht an eine vorher festgelegte Reihenfolge gebunden ist, kann er in einer solchen Situation einen seiner schlechteren Batter, zumeist einen Bowler mit guten Defensivfähigkeiten, einsetzen. Ziel ist, den Verlust weiterer guter Batter bei oft schwierigen Bedingungen am Abend zu vermeiden und diesen dafür am nächsten Morgen unter besseren Bedingungen spielen zu lassen.

### Pinch hitter
Sollte, vor allem in einem ODI oder T20-Match, die Notwendigkeit bestehen, die Run-Rate zu erhöhen, kann der Kapitän einen Batter einsetzen, der sonst erst später in der Rangfolge eingesetzt würde. Dieser kann dann ein höheres Risiko eingehen, somit die Run-Rate erhöhen, ohne dass dabei die spezialisierten Batter gefährdet werden.

## Rekorde
Für die einzelnen Positionen haben die folgenden Batter in einem Test die meisten Runs erzielt.
| Position | Runs | Spieler            | Team        | Datum            | Ort                       | Tour                               |
| -------- | ---- | ------------------ | ----------- | ---------------- | ------------------------- | ---------------------------------- |
| 1        | 364  | Leonard Hutton     | England     | 20. August 1938  | London (Oval)             | Australien in England 1938         |
| 2        | 380  | Matthew Hayden     | Australien  | 9. Oktober 2003  | Perth (WACA)              | Simbabwe in Australien 2003/04     |
| 3        | 400* | Brian Lara         | West Indies | 10. April 2004   | St. John’s (ACR)          | England in den West Indies 2003/04 |
| 4        | 374  | Mahela Jayawardene | Sri Lanka   | 27. Juli 2006    | Colombo (SSC)             | Südafrika in Sri Lanka 2006        |
| 5        | 329* | Michael Clarke     | Australien  | 3. Januar 2012   | Sydney (SCG)              | Indien in Australien 2011/12       |
| 6        | 258  | Ben Stokes         | England     | 2. Januar 2016   | Kapstadt (Newlands)       | England in Südafrika 2015/16       |
| 7        | 270  | Donald Bradman     | Australien  | 1. Januar 1937   | Melbourne (MCG)           | England in Australien 1936/37      |
| 8        | 257* | Wasim Akram        | Pakistan    | 17. Oktober 1996 | Sheikhupura (Sheikhupura) | Simbabwe in Pakistan 1996/97       |
| 9        | 173  | Ian Smith          | Neuseeland  | 22. Februar 1990 | Auckland (Eden)           | Indien in Neuseeland 1989/90       |
| 10       | 117  | Walter Read        | England     | 11. August 1884  | London (Oval)             | Australien in England 1884         |
| 11       | 98   | Ashton Agar        | Australien  | 10. Juli 2013    | Nottingham (Trent Bridge) | Australien in England 2013         |